# Sebastian Ottosson
Sebastian Peter Marcus Ottosson, född 7 februari 1992 i Karlskrona, är en svensk före detta professionell ishockeyspelare. Ottossons moderklubb är KRIF Hockey, men han gjorde seniordebut för Linköping HC i SHL säsongen 2009/10. De tre efterföljande säsongerna spelade han sporadiskt med Linköpings A-lag, och blev också under perioder utlånad till andra klubbar: Mjölby HC och HC Vita Hästen i Hockeyettan, Tingsryds AIF i Hockeyallsvenskan, samt Sparta Warriors i Eliteserien.
Sedan 2013 har han representerat KRIF Hockey under två säsonger och Tranås AIF Hockey under tre säsonger. Dessutom var han säsongen 2016/17 en sejour till Australien där han spelade för Melbourne Ice och vann Goodall Cup och utsågs till finalens mest värdefulla spelare. Säsongen 2018/19 inledde han med den franska klubben Cergy, innan han i oktober 2018 anslöt till Kalmar HC i Hockeyettan. Under sin tid i Kalmar har Ottosson också representerat Karlskrona HK och Kristianstads IK som utlånad. Sedan säsongen 2019/20 var han klubbens lagkapten och 2023 var han med om att spela upp laget till Hockeyallsvenskan. I april 2024 avslutade han sin spelarkarriär.
Som junior spelade Ottosson ett U18-VM för Sverige.

## Karriär

### Klubblag

#### 2009–2018: Början av karriären
Efter att ha påbörjat sin ishockeykarriär med moderklubben KRIF Hockey lämnade Ottosson klubben för spel i Linköping HC:s juniorsektion. Ottosson gjorde SHL-debut den 22 oktober 2009, dock utan att få någon speltid. Han första match i SHL med speltid kom istället 21 januari 2010 i en match mot HV71. Tidigare samma månad skrev Ottosson ett treårsavtal med Linköping. Totalt noterades Ottosson för 14 grundseriematcher i SHL under säsongens gång, och han fick också speltid under SM-slutspelet. Säsongen 2010/11 kombinerade Ottosson spel i SHL med spel i Linköping J20. I juniorlaget snittade han nästan en poäng per match och stod för 36 poäng på 37 matcher. I SHL noterades han för elva grundseriematcher. Denna säsong var han under en kort period också utlånad till Mjölby HC i Hockeyettan där han gjorde fyra poäng på tre matcher (två mål, två assist).
Ottosson inledde säsongen 2011/12 med Tingsryds AIF i Hockeyallsvenskan, som han blivit utlånad till. Han spelade också ett antal matcher för Linköping under säsongen, och dessutom spelade han för klubbens J20-lag som denna säsong vann JSM-guld. Efter att ha haft svårt att slå sig in i Linköpings A-lagstrupp, meddelade klubben i november 2012 att Ottosson lånats ut till den norska klubben Sparta Warriors i Eliteserien fram till årsskiftet. I slutet av december 2012 meddelade Linköping att man åter lånat ut Ottosson, denna gång till HC Vita Hästen i Hockeyettan för resten av säsongen.
Den 12 april 2013 bekräftade KRIF Hockey att Ottosson återvänt hem till klubben och att man skrivit ett ettårsavtal med honom. Drygt ett år senare förlängdes avtalet med ytterligare ett år. Efter två säsonger med KRIF Hockey anslöt Ottosson till Tranås AIF Hockey, som han skrivit ett ettårsavtal med. I Tranås utsågs Ottosson till lagkapten och efter två säsonger i klubben valde han under sommaren 2016 att åka till Australien och spela för Melbourne Ice. Han missade ett antal matcher på grund av en skada han ådrog sig under en match. På 19 grundseriematcher noterades han för 24 poäng (tolv mål, tolv assist). I slutspelet tog sig Melbourne till final, där man besegrade CBR Brave med 4–1. Ottosson utsågs till finalens mest värdefulla spelare efter att ha gjort två mål. Under sin tredje säsong i Tranås blev Ottosson lagets näst främsta poängplockare och stod för 34 poäng på 33 matcher. Under säsongen lånades han under två matcher ut till KRIF Hockey där han gjorde ett mål och en assist.

#### 2018–2024: Kalmar HC
I juni 2018 stod det klart att Ottosson lämnat Tranås för spel i Frankrike med Cergy. Ottosson spelade endast tre matcher för Cergy och noterades för en assistpoäng, innan han lämnade klubben för spel med Kalmar HC i Hockeyettan den 10 oktober 2018. Under säsongens gång blev han vid två tillfällen utlånad till Karlskrona HK i Hockeyallsvenskan, med vilka han spelade totalt fyra matcher. På 29 grundseriematcher med Kalmar noterades Ottosson för 28 poäng (9 mål, 17 assist). I mars 2019 meddelades det att Ottosson skolats om till back och att han skrivit om sitt avtal med Kalmar till ett tvåårskontrakt, med option på ytterligare en säsong.
Den 14 februari 2020 meddelades det att Ottosson skulle komma att avsluta säsongen med Kristianstads IK i Hockeyallsvenskan då han lånats ut till klubben för återstoden av säsongen. Den 23 april 2021 bekräftades det att Ottosson förlängt sitt avtal med Kalmar med ytterligare två säsonger. Den följande säsongen var han den back i Allettan Södra som noterades för flest assistpoäng (15). Totalt i grundserien stod han för 28 poäng på 38 matcher och var lagets näst poängbästa back. I play off slogs Kalmar sedan ut av Halmstad Hammers med 2–1 i matcher.
Säsongen 2022/23 vann Ottosson Hockeyettan Södras poängliga för backar (18 poäng), samt hade bäst plus/minus-statistik (+17). Laget vann serien och därefter också Allettan Södra. På totalt 34 grundseriematcher stod Ottosson för 32 poäng och blev tvåa i lagets interna poängliga. I backarnas poängliga slutade han på femte plats. Den 7 februari 2023 bekräftades det att Ottosson förlängt sitt avtal med Kalmar ytterligare ett år. Efter att ha besegrat IF Sundsvall Hockey med 3–1 i matcher stod det klart att Kalmar för första gången i klubbens historia kvalificerat sig till kvalserien till Hockeyallsvenskan. Väl där slutade laget på andra plats, på samma poäng som segrande Nybro Vikings. Under play off och kvalspelet var Ottosson, tillsammans med Christian Lindberg från IF Troja-Ljungby, de poängmässigt bästa backarna. På 14 matcher stod han för 13 poäng, varav två mål.
Säsongen 2023/24 var Ottossons första kompletta säsong i Hockeyallsvenskan. Han spelade totalt 40 grundseriematcher där han stod för 15 poäng, varav två mål. Kalmar var det sista laget att ta sig det efterföljande slutspelet. Laget slogs ut i åttondelsfinal med 2–1 i matcher mot BIK Karlskoga. På dessa tre matcher noterades Ottosson för en assistpoäng. Den 10 april 2024 bekräftades det att Ottosson avslutat sin spelarkarriär.

### Landslag
2010 blev Ottosson uttagen att representera Sverige då U18-VM avgjordes i Vitryssland. Sverige vann grupp A sedan man vunnit samtliga matcher (däribland segrar mot USA och Kanada). I den följande semifinalen slog man sedan ut Ryssland via en 3–1-seger. I finalen föll dock Sverige med 1–3 sedan USA fått revansch från sin förlust i gruppspelet. Ottosson tilldelades därmed en silvermedalj och på sex spelade matcher noterades han för två assistpoäng.

## Statistik

### Klubbkarriär
| 2009–10                  | Linköping HC             | SHL                      | 14  | 0  | 0   | 0   | 0   | 10 | 0  | 0  | 0  | 2  |
| 2010–11                  | Linköping HC             | SHL                      | 11  | 0  | 0   | 0   | 0   | —  | —  | —  | —  | —  |
| 2010–11                  | Mjölby HC                | Div. 1                   | 3   | 2  | 2   | 4   | 2   | —  | —  | —  | —  | —  |
| 2011–12                  | Linköping HC             | SHL                      | 15  | 0  | 1   | 1   | 0   | —  | —  | —  | —  | —  |
| 2011–12                  | Tingsryds AIF            | HA                       | 27  | 1  | 1   | 2   | 2   | —  | —  | —  | —  | —  |
| 2012–13                  | Linköping HC             | SHL                      | 11  | 0  | 0   | 0   | 0   | —  | —  | —  | —  | —  |
| 2012–13                  | Sparta Warriors          | Eliteserien              | 9   | 0  | 1   | 1   | 2   | —  | —  | —  | —  | —  |
| 2012–13                  | HC Vita Hästen           | Div. 1                   | 10  | 0  | 0   | 0   | 2   | 10 | 3  | 0  | 3  | 0  |
| 2013–14                  | KRIF Hockey              | Div. 1                   | 41  | 5  | 13  | 18  | 10  | 13 | 0  | 2  | 2  | 6  |
| 2014–15                  | KRIF Hockey              | Div. 1                   | 34  | 6  | 9   | 15  | 14  | 2  | 0  | 0  | 0  | 0  |
| 2015–16                  | Tranås AIF               | Div. 1                   | 33  | 15 | 11  | 26  | 6   | 4  | 1  | 1  | 2  | 2  |
| 2016–17                  | Tranås AIF               | Div. 1                   | 31  | 9  | 7   | 16  | 14  | 4  | 0  | 1  | 1  | 0  |
| 2016–17                  | Melbourne Ice            | AIHL                     | 19  | 12 | 12  | 24  | 37  | 2  | 3  | 0  | 3  | 2  |
| 2017–18                  | Tranås AIF               | Div. 1                   | 33  | 18 | 16  | 34  | 14  | 8  | 5  | 1  | 6  | 0  |
| 2017–18                  | KRIF Hockey              | Div. 1                   | 2   | 1  | 1   | 2   | 0   | —  | —  | —  | —  | —  |
| 2018–19                  | Cergy                    | FFHG Div. 1              | 3   | 0  | 1   | 1   | 0   | —  | —  | —  | —  | —  |
| 2018–19                  | Kalmar HC                | Div. 1                   | 29  | 9  | 17  | 28  | 8   | 3  | 1  | 2  | 3  | 4  |
| 2018–19                  | Karlskrona HK            | HA                       | 4   | 0  | 0   | 0   | 0   | —  | —  | —  | —  | —  |
| 2019–20                  | Kalmar HC                | Div. 1                   | 35  | 9  | 14  | 23  | 4   | —  | —  | —  | —  | —  |
| 2019–20                  | Kristianstads IK         | HA                       | 5   | 0  | 1   | 1   | 4   | —  | —  | —  | —  | —  |
| 2020–21                  | Kalmar HC                | Div. 1                   | 38  | 9  | 18  | 27  | 43  | —  | —  | —  | —  | —  |
| 2021–22                  | Kalmar HC                | Div. 1                   | 38  | 6  | 22  | 28  | 6   | 3  | 0  | 0  | 0  | 0  |
| 2022–23                  | Kalmar HC                | Div. 1                   | 34  | 9  | 23  | 32  | 12  | 14 | 3  | 10 | 13 | 4  |
| 2023–24                  | Kalmar HC                | HA                       | 40  | 2  | 13  | 15  | 12  | 3  | 0  | 1  | 1  | 2  |
| Division 1 totalt        | Division 1 totalt        | Division 1 totalt        | 360 | 98 | 153 | 251 | 135 | 61 | 13 | 17 | 30 | 16 |
| Hockeyallsvenskan totalt | Hockeyallsvenskan totalt | Hockeyallsvenskan totalt | 76  | 3  | 15  | 18  | 18  | 3  | 0  | 1  | 1  | 2  |
| SHL totalt               | SHL totalt               | SHL totalt               | 51  | 0  | 1   | 1   | 0   | 10 | 0  | 0  | 0  | 2  |

### Internationellt
| År            | Lag           | Turnering     | Matcher | Mål | Assists | Poäng | Utv. |
| ------------- | ------------- | ------------- | ------- | --- | ------- | ----- | ---- |
| 2010          | Sverige       | U18-VM        | 6       | 0   | 2       | 2     | 6    |
| Junior totalt | Junior totalt | Junior totalt | 6       | 0   | 2       | 2     | 6    |